# Peucedanum stepposum
Peucedanum stepposum là một loài thực vật có hoa trong họ Hoa tán. Loài này được Y. Huei Huang miêu tả khoa học đầu tiên năm 1977.